# Christoph Euler
Christoph Euler (* 1. Mai 1743 in Berlin; † 24. Februar 1808 in Rakalajoki) war ein königlich-preußischer später kaiserlich-russischer Offizier.

## Leben
Christoph Euler war der dritte Sohn des Mathematikers Leonhard Euler und damit jüngerer Bruder von Johann Albrecht Euler. Er wurde im Berliner Dom getauft.
In der preußischen Armee avancierte Euler bis in den Rang eines Oberstleutnants. Nach dem Verwürfnis seines Vaters mit Friedrich dem Großen und dessen Übersiedlung nach Sankt Petersburg, erwirkte er seinen Abschied und trat 1767 im Rang eines Generalmajors in die kaiserlich russische Armee ein und war 1778–1789 Kommandant der Gewehrfabrik in Sestrorezk. 1792 wurde er mit dem russischen St. Georgsorden IV. Klasse ausgezeichnet, was einer Hebung in den erblichen russischen Adelstand gleichkam, und stieg 1797 in den Rang eines Generalleutnants der Artillerie auf. Er war weiterhin Artilleriechef in Finnland. 1799 dimittierte er aus dem aktiven Militärdienst.
Euler verfasste auch einige astronomische Fachaufsätze, die an der St. Petersburger Akademie veröffentlicht wurden.
Aus seiner am 3. Mai 1778 geschlossenen Ehe mit Wilhelmina Christina Krabbe aus dem Hause Hahnhof (1757–1813) ging u. a. ein Sohn Alexander Euler (1779–1849), kaiserlich russischer General der Artillerie und Direktor des Artillerie-Depots beim Kriegsministerium, hervor.

## Schriften
- Observationes transitum Veneris per discum Solis, die 24. Maii/4. Iunii 1769, spectantes in castello Orsk. Institutae in Collectio omnium observationum quae occasione transitus Veneris per Solem A. MDCCLXIX, Petersburg 1770, S. 239–287 (lateinisch)